# Glutaarzuur
Glutaarzuur is een organische verbinding met als brutoformule C5H8O4. De zuivere stof komt voor als kleurloze vaste stof, die goed oplosbaar is in water. Dit in tegenstelling tot de verwante dicarbonzuren barnsteenzuur en adipinezuur, die zeer slecht oplosbaar zijn.
De zouten en esters van glutaarzuur worden glutaraten genoemd.

## Synthese
Glutaarzuur kan bereid worden via ringopening van gamma-butyrolacton met behulp van kaliumcyanide, waarbij het kaliumzout van 4-cyanobutaanzuur ontstaat. Hydrolyse van het nitril levert vervolgens glutaarzuur. Een alternatieve route gaat uit van dihydropyraan. Deze verbinding wordt gehydrolyseerd en vervolgens geoxideerd tot het dizuur. Een derde beschreven methode gaat uit van 1,3-dibroompropaan en natrium- of kaliumcyanide, waarbij eerst pentaandinitril gevormd wordt, dat na hydrolyse ook het dicarbonzuur oplevert.

## Toepassingen
1,5-pentaandiol, een algemeen toegepaste weekmaker en precursor voor polyesters wordt verkregen door hydrogenering van glutaarzuur of derivaten.
Glutaarzuur zelf wordt als uitgangsstof toegepast in de bereiding van polyesters, polyolen en polyamides. Het oneven aantal koolstofatomen (vijf) leidt tot een lagere elasticiteit van het gevormde polymeer.